# Whitmire
Whitmire é uma cidade  localizada no estado norte-americano de Carolina do Sul, no Condado de Newberry.

## Demografia
Segundo o censo norte-americano de 2000, a sua população era de 1512 habitantes.
Em 2006, foi estimada uma população de 1539, um aumento de 27 (1.8%).

## Geografia
De acordo com o United States Census Bureau tem uma área de
3,3 km², dos quais 3,3 km² cobertos por terra e 0,0 km² cobertos por água.

## Localidades na vizinhança
O diagrama seguinte representa as localidades num raio de 24 km ao redor de Whitmire.